# Peliococcus rosae
Peliococcus rosae är en insektsart som beskrevs av Danzig 2001. Peliococcus rosae ingår i släktet Peliococcus och familjen ullsköldlöss. Inga underarter finns listade i Catalogue of Life.